# 15045 Walesdymond
15045 Walesdymond (1998 XY21) là một tiểu hành tinh vành đai chính được phát hiện ngày 10 tháng 12 năm 1998 bởi Spacewatch ở Kitt Peak.